# Колмађоре (Тревизо)
Колмађоре је насеље у Италији у округу Тревизо, региону Венето.
Према процени из 2011. у насељу је живело 255 становника. Насеље се налази на надморској висини од 239 м.